# Marjetka Uhan
Marjetka Uhan, slovenska političarka, poslanka in inženirka agronomije, kmetica * 18. oktober 1963.
Marjetka Uhan, članica stranke Nove Slovenije, je bila leta 2004 izvoljena v Državni zbor Republike Slovenije; v tem mandatu je bila članica naslednjih delovnih teles:
- Komisija za peticije ter za človekove pravice in enake možnosti (podpredsednica),
- Odbor za kmetijstvo, gozdarstvo in prehrano (predsednica),
- Odbor za kulturo, šolstvo in šport in
- Ustavna komisija.